# NOFX: Backstage Passport
NOFX: Backstage Passport is een serie documentaires die de Amerikaanse punkband NOFX volgt op een wereldtour. Het werd uitgezonden door de Amerikaanse zender Fuse TV. Alle afleveringen zijn ook op dvd uitgekomen (17 maart 2009). Bij deze dvd zit ook nog ongeveer anderhalf uur bonusmateriaal.
Op de tour die NOFX maakt in deze serie, proberen ze in zo veel mogelijk "vreemde" landen te spelen, waar, volgens de documentaire, nog nooit buitenlandse bands hebben gespeeld. Zo komen ze onder andere in Singapore, waar op drugs dealen een doodstraf staat. Toch koopt de band drugs en ze gebruiken het ook. In Chili werd El Hefe bij zijn nek vastgegrepen door een toeschouwer gedurende een nummer. Ze kregen in verschillende landen geen geld voor hun optreden vanwege de slechte communicatie en zo gebeuren er nog veel meer aparte dingen.
Het succes van de tour was wisselend. In sommige landen stonden ze voor overvolle zalen, maar in andere landen waren er maar 10 kaartjes verkocht. Dit had mede te maken door de verschillende landelijke promotors. Ze kregen ook bij een aantal optredens geen geld door de slechte organisatie. Deze dingen komen ook mede doordat NOFX een band is die op een onafhankelijk platenlabel zit, dus moeten ze voor veel meer dingen zelf zorgen.